# 유안 (회남왕)
회남왕 유안(淮南王 劉安, 기원전 179년 ~ 기원전 122년)은 중국 전한의 학자로, 황족 · 제후왕이다. 저서로는 《회남자》가 있다.

## 생애
고제의 서자인 회남여왕 유장의 아들로 태어났다. 유장은 자기 형 문제에게 반역했다가 사로잡혀 유배 길에 자결했는데, 문제가 유장을 불쌍히 여겨 문제 8년(기원전 172년) 5월에 동생들 곧 유발·유사·유량과 함께 후작에 봉해지면서 부릉후(阜陵侯)가 되었다. 문제 16년(기원전 164년), 회남국을 셋으로 나누어, 유장의 아들들 중 죽은 유량을 제외하고 모두 왕으로 봉하면서 이때 회남왕으로 봉해졌다.
경제 3년(기원전 154년), 오초칠국의 난이 일어나자 가담하려 했으나, 승상이 스스로 장수가 되기를 청하고는 왕의 뜻을 거스르고 한나라 편을 들어 가담하지 못했고, 한나라에서 또 회남국에 구원군을 보내 회남국은 반란 후에도 온전할 수 있었다.
유안은 처음 입조했을 때 태위 무안후 전분과 친교를 맺었고, 당시 황제에게 태자가 없었기에 전분이 다음 황제가 될 것은 유안이라고 하자 매우 기뻐해 무안후에게 뇌물을 주는 한편 장강과 화이허 사이의 지역에서 사람들을 모았다. 그리고 무기를 준비하며 군과 국에 뇌물을 뿌렸다.
당시 한나라 조정은 제후왕의 권력을 줄여서 중앙으로 집중시키고 있었다. 무제의 즉위와 더불어 그러한 정책은 보다 강력하게 추진되었다.
기원전 122년, 한나라 조정은 중앙집권정책을 군신 질서를 존중하는 유교의 이데올로기에 의해서 추진하려고 하였다. 문학을 애호하는 회남왕의 궁정에 기거하였던 빈객과 학자 중에는 이와 같은 한나라 조정(漢朝)의 정책에 반발하는 자가 많았으며 그 이유 때문에 유안도 모반의 음모가 있다는 혐의를 받아 자살하고 그의 봉지는 몰수되었다.

## 같이 보기
- 지리학자 목록